# Antler River
Der Antler River ist ein etwa 280 km langer Fluss, der 10 km östlich vom Kenosee Lake entspringt.
Er befindet sich großteils auf kanadischem Territorium, nur fünf Flusskilometer liegen im
US-amerikanischen Bundesstaat North Dakota. Sein Verlauf führt zunächst in südliche Richtung,
bei Carnduff ändert er seinen Weg gen Südosten. Schließlich mündet er nördlich der kleinen Ortschaft Coulter in der Nähe eines Campingplatzes in den Souris River. Der Antler River fließt fast ausschließlich durch landwirtschaftlich genutzte Flächen. Dennoch mäandriert er durchwegs, da sein Flusslauf nicht eingeschränkt wird. Am Fluss befinden sich außerdem kleinere Ortschaften, wie Parkman und Cantal. Seine wichtigsten Zuflüsse sind Weatherald Creek, Lightning Creek sowie Auburnton Creek.